# Malay (Aklan)
Pour les articles homonymes, voir Malay.
Malay  (officiellement municipalité de Malay : en aklanon Banwa it Malay ; en hiligaïnon Banwa sang Malay ; en tagalog : Bayan ng Malay) est une municipalité de première classe de la province d’Aklan, aux Philippines.
Lors du recensement de 2020, sa population s'élève à 60 077 habitants.

## Géographie
Malay est l'une des dix-sept municipalités de la province d'Aklan, sur l'île de Panay, dans la région des Visayas occidentales au centre des Philippines. C'est une municipalité côtière, située à la pointe nord de l'île, en bordure de la Mer de Sulu, à 72 kilomètres de Kalibo, chef-lieu de la province.
L'île de Boracay à 1 kilomètre au nord fait partie de la municipalité.
D'une superficie totale de 66,01 kilomètres carrés, Malay est divisée administrativement en 17 barangays (districts) :
- Argao
- Balabag (sur l'île de Boracay)
- Balusbus
- Cabulihan
- Caticlan
- Cogon
- Cubay Norte
- Cubay Sur
- Dumlog
- Manoc-Manoc (sur l'île de Boracay)
- Naasug
- Nabaoy
- Napaan
- Poblacion
- San Viray
- Yapak (sur l'île de Boracay)
- Motag

## Histoire
La municipalité de Malay est créée le 15 juin 1949 en détachant plusieurs barangays de celle de Buruanga (Buruanga et Malay font partie à cette date de la province de Cápiz, qui sera divisée en province de Cápiz et province d'Aklan en 1965).